# Lijst van rijksmonumenten in IJsbrechtum
De plaats IJsbrechtum telt 11 inschrijvingen in het rijksmonumentenregister. Hieronder een overzicht. 
| Object                                                                                            | Oorspronkelijke functie?  | Bouwjaar | Architect                         | Locatie                    | Coördinaten?                 | Nr.?   | Afbeelding        |
| ------------------------------------------------------------------------------------------------- | ------------------------- | --- | --------------------------------- | -------------------------- | ---------------------------- | ------ | ----------------- |
| Blokvormig deftig woonhuis onder vierzijdig omgaand zadeldak met vier hoekschoorstenen met borden | Woonhuis                  | ca. 1860 |                                   | Epemawei 23                | 53° 2' 30" NB, 5° 37' 56" OL | 39850  | Meer afbeeldingen |
| Epema State, landgoed                                                                             | Kasteel, buitenplaats     | v.a. 17e eeuw |                                   | Epemawei 8                 | 53° 2' 25" NB, 5° 37' 58" OL | 39851  | Meer afbeeldingen |
| Kerk van IJsbrechtum (Hervormde kerk)                                                             | Kerk en kerkonderdeel     | 11e-12e eeuw (oorspr.) 1694 (herb.) 1728 (toren) 1865 (herb.) verb. in 1893 en 1950-'51 1975 (rest.)                                  | P. Jans (1694) M. Molenaar (1865) | Tsjerkepaed 1              | 53° 2' 28" NB, 5° 37' 56" OL | 39852  | Meer afbeeldingen |
| Windmotor Tirns                                                                                   | Industrie- en poldermolen | 1922 |                                   | bij Thaborwei 8            | 53° 3' 21" NB, 5° 37' 54" OL | 514107 | Meer afbeeldingen |
| Windmotor IJsbrechtum                                                                             | Industrie- en poldermolen | 1930-1935 |                                   | bij de Noordelijke Rondweg | 53° 2' 32" NB, 5° 38' 26" OL | 514108 | Meer afbeeldingen |
| Epema State, hoofdgebouw                                                                          | Kasteel, buitenplaats     | 1600-1625 verb. in 1822, 1878 en 1894-'95 1964 (rest.)                                                                                | J.J. Kok (1894-'95)               | Epemawei 8                 | 53° 2' 25" NB, 5° 37' 60" OL | 515190 | Meer afbeeldingen |
| Epema State, park                                                                                 | Tuin, park en plantsoen   | oorspr. 17e eeuw of ouder ca. 1825 (herinr.) 1877 (verkleind) 1875-1900 (rozenparterre) begin 20e eeuw (achterbos) 1990-1999 (vijver) | L.P. Roodbaard (1825)             | bij Epemawei 8             | 53° 2' 25" NB, 5° 37' 60" OL | 515191 | Meer afbeeldingen |
| Epema State, poortgebouw                                                                          | Bijgebouwen kastelen enz. | 1600-1625 1894 (uitbr.) 1992-'93 (rest.)                                                                                              |                                   | bij Epemawei 8             | 53° 2' 25" NB, 5° 37' 60" OL | 515192 | Meer afbeeldingen |
| Epema State, schuur met klokkenstoel                                                              | Bijgebouwen kastelen enz. | 1825-1850 (mog. ouder) |                                   | bij Epemawei 8             | 53° 2' 25" NB, 5° 37' 60" OL | 515193 | Upload foto       |
| Epema State, inrijhek op dam                                                                      | Bijgebouwen kastelen enz. | 1850-1875 (ornamenten op pijlers) 1900-1950 (pijlers)                                                                                 |                                   | bij Epemawei 8             | 53° 2' 25" NB, 5° 37' 60" OL | 515194 | Meer afbeeldingen |
| Epema State, wapenleeuwen aan weerszijden poortgebouw                                             | Bijgebouwen kastelen enz. | 1625-1650 1894 (plaatsing) |                                   | bij Epemawei 8             | 53° 2' 25" NB, 5° 37' 60" OL | 515195 | Meer afbeeldingen |